# Slag bij Xishui
De Slag bij Xishui werd in 209 v.Chr. geleverd bij de rivier Xishui, ten oosten van het huidige Lintong in de provincie Shaanxi in China.
Eerder dat jaar had zich een opstandelingenleger georganiseerd tegen de onderdrukking van de Chinese bevolking door het keizerlijke Qin-regime (ook wel de Daze-opstand genoemd). Een deel van dit leger onder leiding van Zhou Wen rukte op tegen de Qin-hoofdstad Xiangyang. Doordat onderweg vele mannen zich bij het leger aansloten, was het gegroeid tot enkele honderdduizenden strijders en ongeveer duizend strijdwagens. Nadat het leger door de Hangu-bergpas was getrokken, kwam het aan bij de rivier de Xishui in de omgeving van Xiangyang. Hier werd het opstandelingenleger door een tegenaanval van de Qin-generaal Zhang Han vernietigend verslagen. Achtervolgd door Zhang Han, vluchtte Zhou Wen naar Mianchi (in de huidige provincie Henan) waar hij zelfmoord pleegde. Zhang Han zette de onderdrukking van de opstand voort.